# Klavierduo Haufe-Ahmels
Das Klavierduo Haufe-Ahmels besteht aus den beiden deutschen Pianisten Friederike Haufe und Volker Ahmels, die sich auf vierhändige Klaviermusik und Werke für zwei Klaviere spezialisiert haben.

## Geschichte
Die beiden Pianisten lernten sich als Jugendliche während des Klavierunterrichtes bei Bernhard Wambach kennen. 1997 formierten sie sich zum Duo.
Sie nahmen auch Werke für zwei Klaviere in ihr Repertoire auf, dennoch richtet sich ihre besondere Aufmerksamkeit auf die vierhändige Klavierliteratur.
Ihre Konzertreisen führten sie unter anderem nach Israel und die palästinensischen Autonomiegebiete, nach Polen, Frankreich, Dänemark, Spanien, in die tschechische Republik und in die USA.
- 2006: Zum 250. Geburtstag von Wolfgang Amadeus Mozart

„1. Kammermusikfestival Schwerin“ – Schwerin, Deutschland
„In der Reihe KON-Takte“ – Schwerin, Deutschland
„Festkammerkonzert“ – La Orotava Teneriffa
„Klavierabend an zwei Flügeln“ – Hamburg, Deutschland
„Zum Ausklang des Mozartjahres 2006“ – Caja Canarias Santa Cruz und Castillo Puerto de la Cruz, Teneriffa
- 2007: „Aus dem Schatten ans Licht“ – Peenemünde, Deutschland

„Banished Music“ – Los Angeles, USA
„Nachmozart“ – Convento de Adeje, Teneriffa
„Verführung und Verrat“ – Hamburg, Deutschland
- 2008: „Ostracized Music“ – Goethe Institut Los Angeles, USA

## Werke für zwei Klaviere
- Johann Sebastian Bach

Konzert für zwei Klaviere C-Dur BWV 1061
- Wolfgang Amadeus Mozart (Das Gesamtwerk für zwei Klaviere)

Adagio und Fuge in c-moll KV 546/426
Sonate D-Dur KV 448
Larghetto und Allegro, Fragment ohne KV (Ergänzt von Franz Beyer)
Fantasie f-moll KV 608 „Phantasie für eine Orgelwalze“ eingerichtet für zwei Klaviere 1956 von Franz Beyer (Uraufgeführt 2006 in Hamburg)
Fantasie f-moll KV 594 „Ein Orgelstück für eine Uhr“ Eingerichtet für zwei Klaviere 2006 von Franz Beyer für das Klavierduo Friederike Haufe, Volker Ahmels (Uraufgeführt 2006 in Schwerin)
- Igor Strawinsky

„Sonate für zwei Klaviere“